# Szirbik Miklós-szobor

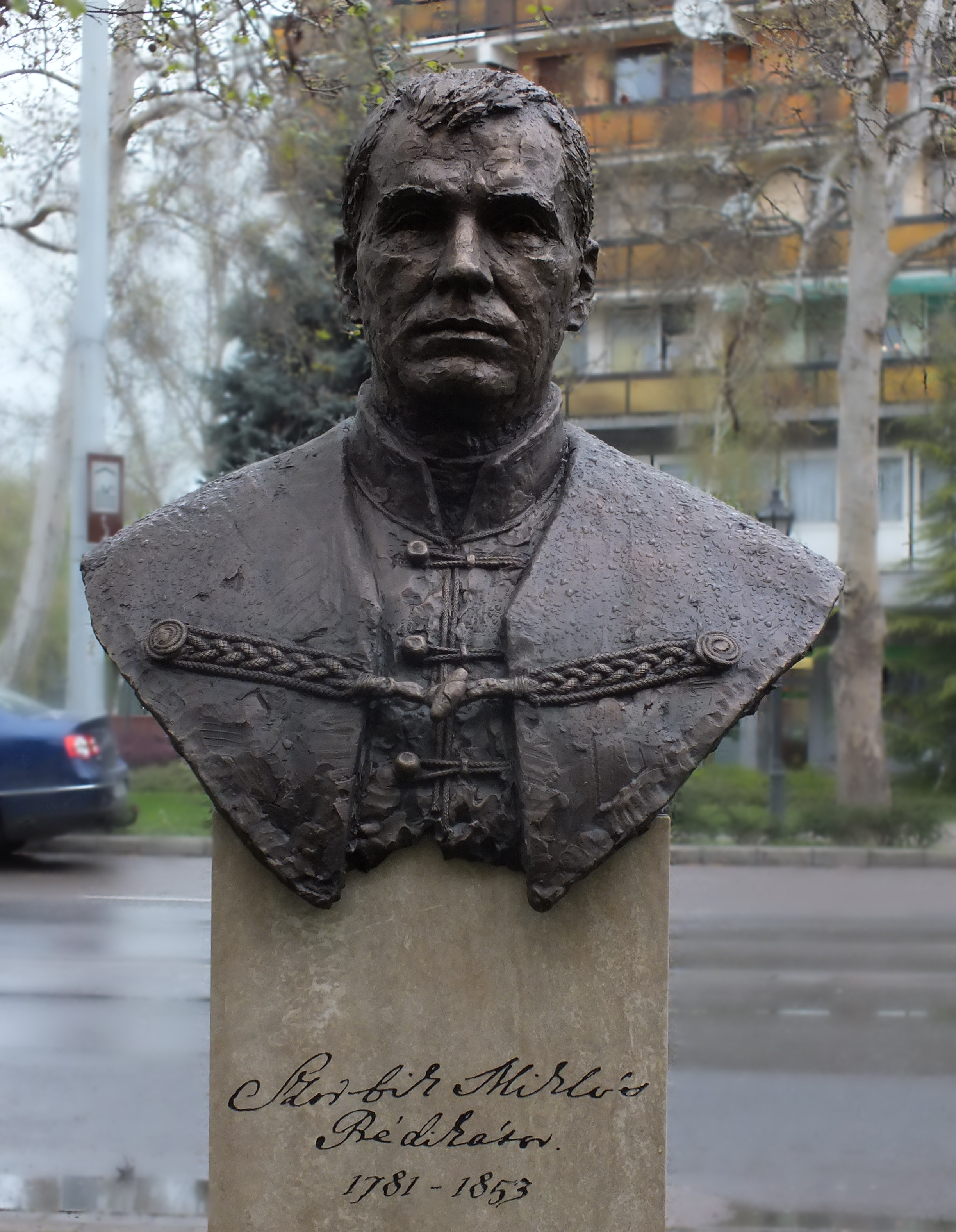
Szirbik Miklós mellszobra a Széchenyi téren

Szirbik Miklós szobra Makón, a belvárosban, a Széchenyi téri szoborparkban található.
Szirbik Miklós református prédikátor, a város első történetírója volt. Emlékművének elkészítése régóta az önkormányzat tervei között szerepelt, a megvalósítandó jövőbeli alkotásokat listázó ún. szoborkoncepcióban már a 2000-es években is szerepelt. Végül egy, a Nemzeti Kulturális Alapprogramhoz 2013-ban benyújtott sikeres, támogatásban részesített pályázatnak köszönhetően valósult meg: az NKA két és fél millió forintot ítélt meg a városnak - utóbbi pedig önerőből vállalta a tereprendezés, a zsűriztetés és más egyéb járulékos költségek fedezését.
Az ötnegyedes, patinázott bronz mellszobor fagyálló süttői mészkő talapzaton áll; a posztamensbe Szirbik aláírását, születési és halálozási dátumát valamint foglalkozását vésték. A szobor alapját a krónikásról fennmaradt egyetlen litográfia adta, amely huszonévesen, a kor divatjának megfelelő öltözetben ábrázolja Szirbik Miklóst; ebből indult ki Kiss Jenő Ferenc makói szobrász, mikor hozzálátott a munkához, jóllehet arra törekedett, hogy a prédikátort már idősebb, történetírói - irodalmári korszakában jelenítse meg. Ennek megfelelően a viseletet is megváltoztatta, a mellszobor református palástot kapott. A város korábban három árajánlatot kért, amelyek közül Kiss Jenő Ferenc adta a legelőnyösebbet, így esett az alkotóra a választás.
A szobrot Buzás Péter polgármester és Fekete Károly, a Debreceni Református Hittudományi Egyetem rektora leplezte le 2014. április 27-én. Az avató ünnepségen közreműködött a református liturgiákat éneklő városi vegyeskar, a prédikátor munkásságát méltató Jámborné Balog Tünde, a város díszpolgára, valamint Kondrát Zoltán református lelkipásztor is.